# 松浦愛弓
松浦 愛弓（まつうら あゆ、2001年6月3日 - ）は、日本の女優、元子役、声優。神奈川県出身。ATプロダクション所属。

## 略歴・人物
2002年8月に1歳1か月でテアトルアカデミーに入学。
2010年頃より声優としても活動開始。映画『くまのがっこう〜ジャッキーとケイティ〜』で主役ジャッキーの声を担当。
2022年4月よりATプロダクション所属になる。
身長は153cm。スリーサイズはB82cm、W55cm、H85cm。
特技はピアノ、水泳、ボルダリング。

## 出演

### テレビドラマ
- 事件記者 浦上伸介（4）不可能殺人!山形新幹線のアリバイを崩せ（2006年、テレビ東京）
- 連続テレビ小説 どんど晴れ 第104話、105話（2007年、NHK）みう 役
- 死化粧師 第3話（2007年、テレビ東京）香取聡子の娘 役
- キミ犯人じゃないよね?（2008年、テレビ朝日）森田さくら（幼少期） 役
- 打撃天使ルリ（2008年、テレビ朝日）小峰ルリ（幼少期） 役
- 超人ウタダ 第4話、第5話（2009年、WOWOW）月岡春菜 役
- スーパー戦隊シリーズ（テレビ朝日）
  - 侍戦隊シンケンジャー 第六幕（2009年）花織ことは（幼少期） 役
  - 海賊戦隊ゴーカイジャー 第18話（2011年）伊狩鎧が助けた少女 役
  - 烈車戦隊トッキュウジャー 第27駅（2014年）姉 役
- 裁判長!ここは懲役4年でどうすか COURT-05（2009年、読売テレビ）芹沢夕美（幼少期） 役
- 龍馬伝 第2回（2010年、NHK）たえ 役
- トミカヒーロー レスキューファイアー 第43話（2010年、テレビ愛知）
- 曲げられない女（2010年、日本テレビ）長部夢 役
- パーフェクト・リポート 第8話（2010年、フジテレビ）蒼山叶（幼少期） 役
- 坂の上の雲 第八話、第九話（2010年、NHK）秋山健子 役
- ゲーマーズTV 夜遊び三姉妹 #14（2011年、日本テレビ）松浦愛弓 役
- 知っとく!なっ得!（2011年、テレビ朝日）早坂萌 役
- 妄想捜査〜桑潟幸一准教授のスタイリッシュな生活 最終話（2012年、テレビ朝日）雨宮千佳（幼少期） 役
- 赤い糸の女（2012年、東海テレビ）志村唯美（幼少期） 役
- 特集ドラマ はじまりの歌（2013年、NHK）井町夏香（幼少期） 役
- 東京が戦場になった日（2014年、NHK） - 高木朝子
- DOCTORS3 最強の名医 第3話（2015年）堀口茜 役
- イタズラなKiss2〜Love in TOKYO（2015年、フジテレビ）佐川好美（中学時代） 役
- 海に降る（2015年10月10日 - 11月14日、WOWOW）深雪（少女期） 役
- AKBラブナイト 恋工場 第34話（2016年、テレビ朝日）桧山透子（中学時代） 役
- サヨナラ、えなりくん 第6話（2017年6月5日、テレビ朝日） - モカ 役
- ハコヅメ～たたかう!交番女子～ 第4話（2021年7月28日、日本テレビ）

### 映画
- HANA 天使の人形（2007年）
- しあわせのかおり（2008年）山下紀子 役
- こちら葛飾区亀有公園前派出所 THE MOVIE 〜勝どき橋を封鎖せよ!〜（2011年）城山彩夏 役
- コープスパーティー（2015年)持田由香 役
- コープスパーティー Book of Shadows（2016年）持田由香 役

### テレビアニメ
2010年
- 毎日かあさん（ななちゃん）

2011年
- みつどもえ 増量中!（子どもA）
- うさぎドロップ（鹿賀りん）

2012年
- エウレカセブンAO（クロエ・マキャフリイ）

2013年
- 君のいる町（柚希〈子供時代〉）

2014年
- 蟲師 続章（イズミ） - 松浦亜弓と誤記

2015年
- Go!プリンセスプリキュア（春野ももか）

2022年
- 平家物語（あかり）

2023年
- 天国大魔境（マコ）
- 全力ウサギ（ミナライ）

2024年
- 夜のクラゲは泳げない（光月佳歩）

### 劇場アニメ
- 宇宙ショーへようこそ（2010年）
- くまのがっこう 〜ジャッキーとケイティ〜（2010年、ジャッキー 役[7]）
- 虹色ほたる 〜永遠の夏休み〜（2012年、カチューシャ）
- 天才犬ピーボ博士のタイムトラベル（2015年、ペニー・ピーターソン）
- 機動戦士ガンダムNT（2018年、リタ・ベルナル[8]）
- 金の国 水の国（2023年、マーイ）
- きみの色（2024年、女子生徒達）

### Webアニメ
- サクラ革命 〜華咲く乙女たち〜 スペシャルアニメ（2020年、青島ふうか）
- TIGER & BUNNY 2（2022年、サロジャ）

### ゲーム
- アトリエオンライン 〜ブレセイルの錬金術士〜（2018年、ポピーくん[9]）
- サクラ革命 〜華咲く乙女たち〜（2020年、青島ふうか[10]）
- 機動戦士ガンダム U.C. ENGAGE（2022年 - 2024年、リタ・ベルナル[11]）

### 吹き替え
- ビバリーヒルズ・チワワ2（2011年、ララ）
- アリス・イン・ワンダーランド（2013年、6歳のアリス） - フジテレビ版
- マレフィセント（2014年、子供のマレフィセント）
- トゥモローランド（2015年、アテナ[12]）

### ラジオ
- キューイチローと遊ぼう（2020年、超!A&G+） - 「アニとも！」内フロート番組[13]

### バラエティ番組
- 第39回広告大賞（2010年、フジテレビ）期待のCMキッズコーナーに出演。ふじっ子煮CMを紹介。
- 体感!グレートネイチャー “決死の大冒険”スペシャル（2013年、NHK BSプレミアム）
- パニパニパイナ!3（2023年7月9日 - チャンネル銀河）- ミーヤ 役

### CM
- フジッコ、ふじっ子煮「海のやさい2010」篇（2010年）
- フジッコ、ふじっ子「これだけ」篇（2010年）

### その他
- 大河ドラマ『平清盛』 テーマ曲「遊びをせんとや生まれけむ」歌唱[14]
- CD「キューイチロー音頭」（2020年7月7日発売）[15]